# Rodgers und Hammerstein

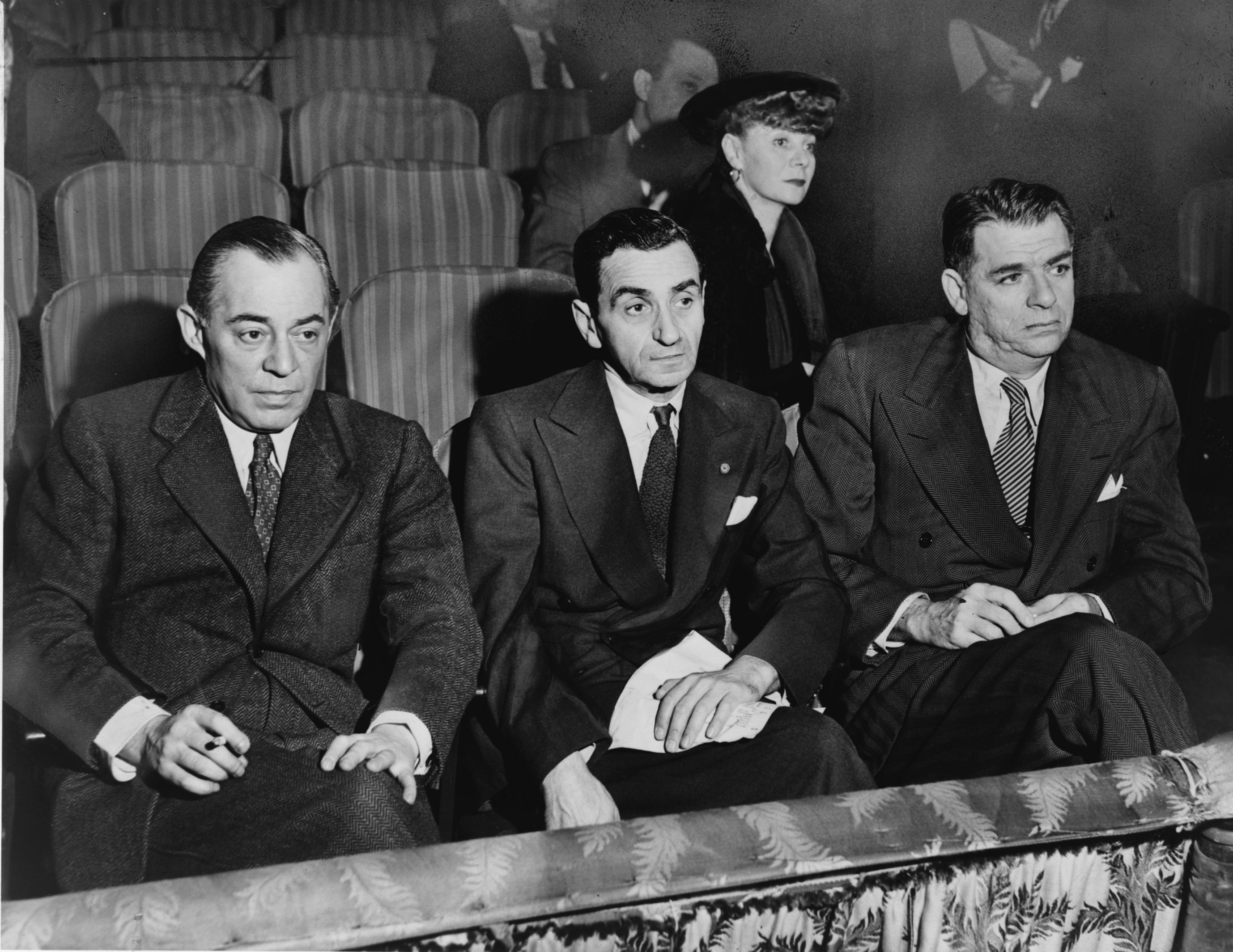
Rodgers (links) und Hammerstein (rechts), mit Irving Berlin bei Proben im St. James Theater – New York

Rodgers und Hammerstein ist eine Bezeichnung für das „Songwriting-Team“, bestehend aus dem Komponisten Richard Rodgers und dem Liedtexter Oscar Hammerstein II.
Anfang der 1940er Jahre versuchte Richard Rodgers vergeblich, seinen ersten Partner Lorenz Hart für die Arbeit an dem späteren Musical Oklahoma! zu interessieren. Er suchte und fand für dieses Projekt Oscar Hammerstein, den er wie Hart schon aus Studienzeiten kannte. Nachdem Hart 1943 gestorben war, ging Rodgers mit Hammerstein seine zweite künstlerische und geschäftliche Partnerschaft ein.
Während ihrer Zusammenarbeit schufen sie viele sehr erfolgreiche, für ihre Zeit stilprägende Musicals. Ihre Partnerschaft erstreckte sich über einen Zeitraum von fast zwanzig Jahren, bis zum Tod Hammersteins 1960.

## Musical Play
Hammerstein führte mit Rodgers seinen bereits mit Show Boat (1927) eingeschlagenen Weg fort. Er wollte nicht bloß unterhalten, sondern eine Art amerikanische Volksoper mit ernsten historischen Stoffen schaffen. In diesem Zusammenhang konnte er Rodgers veranlassen, auf Jazzelemente zu verzichten (die dieser nach Hammersteins Tod wieder aufnahm, z. B. in No Strings, 1962). Außerdem mussten Wiederholungen (Reprises) der Musiknummern einen dramaturgischen Sinn haben und Leitmotive einen musikalischen Zusammenhang zwischen den Musiknummern schaffen. Tanzeinlagen sollten aus der Handlung hervorgehen. Aus diesem bewussten Abstand zur herkömmlichen Musical Comedy ergab sich die für dieses Duo charakteristische Gattung des Musical Play.

## Werke

### Show-Musicals
- 1943: Oklahoma! – Verfilmung 1955
- 1945: Carousel – Verfilmung 1956
- 1947: Allegro
- 1949: South Pacific – Verfilmung 1958 (US: Gold)[1]
- 1951: The King and I – Verfilmung 1956
- 1953: Me and Juliet
- 1955: Pipe Dream
- 1958: Flower Drum Song – Verfilmung 1961
- 1959: The Sound Of Music – Verfilmung 1965

### Lieder (Auswahl)
- My Favorite Things
- Climb Every Mountain
- You’ll Never Walk Alone
- Hello Young Lovers
- Soliloqui
- Shall we dance
- (The hills are alive with) The sound of music
- Surrey with a fringe on top
- Oklahoma

### Filmarbeiten
- 1945: State Fair – Bühnen-Erstaufführung 1996
- 1957: Cinderella – TV

## Filme über Rodgers und Hammerstein
- 1996 Rodgers & Hammerstein: The Sound of Movies (TV-Dokumentarfilm)